# Quantitat de substància

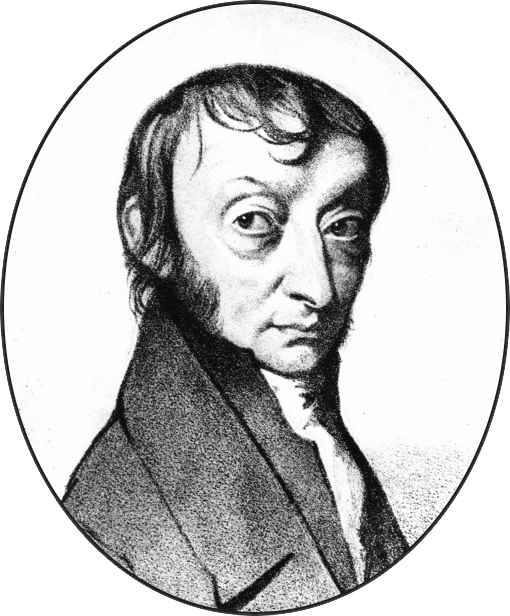
Retrat de Lorenzo Romano Amedeo Carlo Avogadro (1776–1856), comte de Quaregna e Cerreto.

La quantitat de substància és una quantitat definida de forma estàndard que mesura la mida d'un conjunt de partícules elementals, com són els àtoms, molècules, electrons, i altres partícules. De vegades s'anomena quantitat química. El Sistema Internacional d'Unitats (SI) defineix la quantitat d'una substància com proporcional al nombre de partícules elementals presents. La unitat del SI per la quantitat d'una substància és el mol que té el símbol de mol. El mol es defineix com la quantitat de substància que conté igual nombre de partícules que d'àtoms hi ha en 0,012 kg de l'isòtop carboni 12. Aquest nombre s'anomena nombre d'Avogadro i té el valor de 6,02214179 · 10 23. És el valor numèric de la constant d'Avogadro la qual té la unitat d'1/mol, i relaciona la massa molar d'una quantitat de substància amb la seva massa.
La quantitat de substància apareix en relacions termodinàmiques com la llei del gas ideal, i en relacions estoiquiomètriques entre molècules que reaccionen en la llei de proporcions múltiples.
Als Estats Units també es fa servir, en enginyeria química, la unitat de quantitat de substància anomenada mol lliura (Pound mole) amb el símbol lb-mol.

## Terminologia
Quan se cita una quantitat de substància, cal especificar l'entitat implicada com a mínim si hi ha risc d'ambiguitat. Un mol de clor podria referir-se a àtoms de clor, com a 58,44 g de clorur de sodi, o a molècules de clor, com en 22.711 dm3 de gas clor en condicions estàndard de temperatura i pressió. El sistema més simple per a evitar l'ambiguitat és substituir el terme substància pel nom de l'entitat o citar la fórmula empírica. Per exemple:
- quantitat de cloroform, CHCl₃
- quantitat de sodi, Na
- quantitat d'hidrogen (àtoms), H

## Quantitats derivades
Quan la quantitat de substància entra dns d'una quantitat derivada, o fa normalment com el denominador: tals quantitats es coneixen com a quantitats molars. Per exemple, la quantitat que descriu el volum ocupat per una quantitat donada de substància s'anomena volum molar, mentre que la quantitat que descriu la massa d'una quantitat donada de substància és la massa molar. Les quantitats molars de vegades s'assenyalen amb una "m" sobreescrita en el símbol, per exemple Cp,m, capacitat de calor molar, la m es pot ometre si no hi ha risc d'ambiguitat.
La principal quantitat derivada en la qual la quantitat de substància entra en el numerador és la concentració de quantitat de substància, c. Sovint s'abreuja com "concentració de quantitat", excepte en la química clínica on es prefereix el terme concentració de substància ("substance concentration")

## Història
Els alquimistes i especialment els primers metal·lúrgics probablement tenien alguna noció de la quantitat de substància però no i registres d'una generalització d'aquesta idea. El 1758, Mikhaïl Lomonóssov qüestionà la idea sobre que la massa era l'única mesura de la quantitat de matèria, però ho va fer només en les seves teories de la gravitació.